# Мир BMW
Мир BMW (нем. BMW Welt; англ. BMW World) — многофункциональный выставочный центр BMW AG, находящийся в Мюнхене (Германия). Он располагается в непосредственной близости от штаб-квартиры BMW и Олимпийского парка и предназначается для презентации продукции BMW, дистрибуции автомобилей BMW, проведения конференции и форумов.
Мир BMW был спроектирован архитекторами «Coop Himmelb(l)au» для «BMW Group», строительство продолжалось с августа 2003 года по лето 2007 года, стоимость составила US$ 200 миллионов. Первоначально задумывалось открыть центр к началу Чемпионата мира по футболу 2006, в итоге он открылся 17 октября 2007 года, а первые выставки начались с 23 октября 2007 года. За первые 12 месяцев работы центр посетило около 2 200 000 человек.
Мир BMW работает в сотрудничестве с другими местными отделениями BMW: в частности с музеем BMW и штаб-квартирой BMW.
На крыше центра располагается солнечная электростанция.

## Ссылки

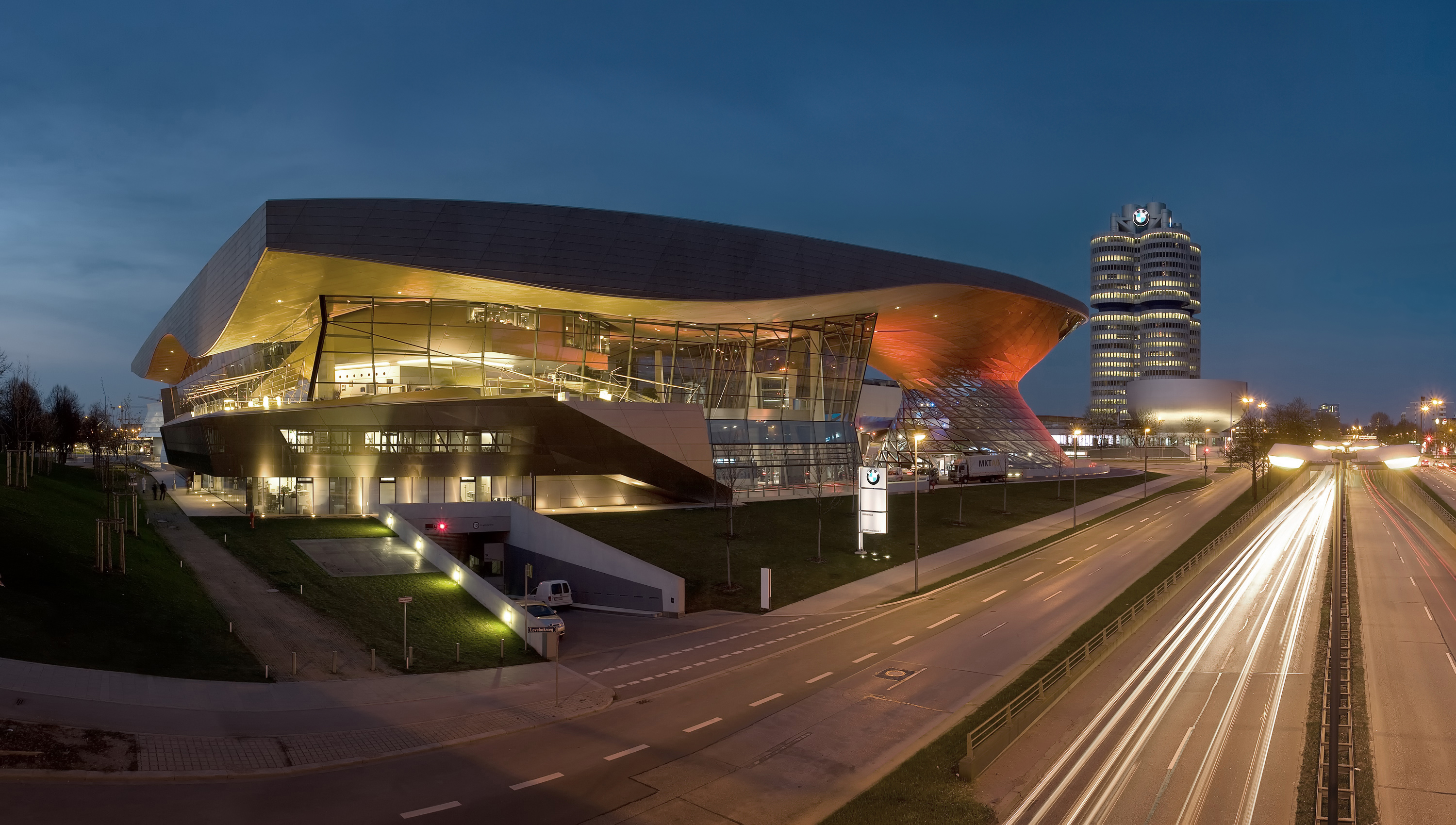
«Мир BMW» ночью.